# Bubble-Point-Test
Der Bubble-Point-Test (auch: Blasendruck-Test oder Blaspunkt-Messung) wird zur Qualitätsprüfung von Membranen verwendet. Er ist speziell bei der Sterilfiltration von Bedeutung.
Der Blaspunkt ist neben dem Berstdruck und dem Wasserwert eine der einfachsten und zuverlässigsten Möglichkeiten, die Eigenschaften eines Filterelementes zu charakterisieren.

## Durchführung
Zur Vorbereitung werden die Poren der Membran (bei Sterilfiltration haben sie meist einen Durchmesser von 0,22 µm) mit einem Lösungsmittel befüllt, was am einfachsten mittels Durchspülen des Filtersystems unter Druck gelingt.
Für den eigentlichen Test wird das Membrangehäuse (je nach Bauart) am besten von der Permeatseite (bei Hohlfasermodulen) langsam mit Druck beaufschlagt. Um das Lösungsmittel aus der Pore zu verdrängen, ist eine Kraft (Druckdifferenz der beiden Filterseiten) nötig, die vom Porendurchmesser abhängt:
{\displaystyle \Delta p={\frac {4\,\sigma \cdot \cos \theta }{D}}}
mit
- Δp = Druckdifferenz
- σ = Oberflächenspannung der Flüssigkeit (Wasser = 72,75 mN/m; 2-Propanol = 21,7 mN/m)
- θ = Benetzungswinkel des Membranmaterials (CTA: 50 – 55°; PAN: 52 – 58°; PESU: 65 – 70°, jeweils für Wasser als Flüssigkeit)
- D = Porendurchmesser.

Der Druck und damit die Druckdifferenz auf den Filter wird erhöht. Sobald ein kontinuierlicher Luftblasenaustritt zu erkennen ist, wird der Druck am Manometer abgelesen.
Durch Umstellen der Gleichung lässt sich aus den restlichen Größen die größte Pore der Membran errechnen.
{\displaystyle D={\frac {4\,\sigma \cdot \cos \theta }{\Delta p}}}